# Densitat mineral òssia

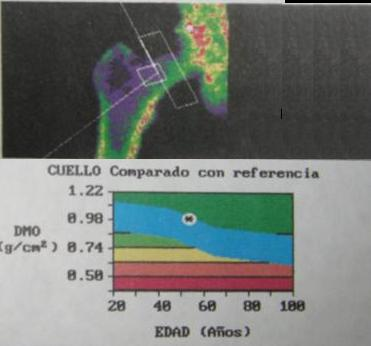
Dalt: imatge de la densitometria a nivell del coll del fèmur. Baix: representació gràfica del valor mig obtingut i la seva posició segons edat i sexe

La densitat mineral òssia (DMO) o, senzillament, densitat òssia és un terme mèdic que normalment es refereix a la quantitat de matèria mineral per centímetre quadrat (densitat mineral) en els ossos. La DMO s'utilitza en la medicina clínica com un indicador indirecte de l'osteoporosi i el risc de fractura, per així poder ajudar a establir el diagnòstic d'osteoporosi (o osteopènia, un grau entre la normalitat i l'osteoporosi) i poder establir mesures per millorar la fortalesa òssia.
Aquesta densitat òssia "mèdica" no és una veritable densitat física de l'os, que es calcularia amb el quocient entre la massa per unitat de volum. Es mesura mitjançant un procediment anomenat densitometria òssia, sovint es realitza a la departaments de radiologia o en els de medicina nuclear dels hospitals o clíniques. La mesura és indolora i no invasiva i implica una baixa exposició a la radiació. Els mesures habituals es fan en la columna lumbar i en l'extrem proximal del fèmur. Es pot realitzar la mesura a l'avantbraç si el maluc i la columna lumbar no són accessibles. La densitat mitjana és de prop de 1500 kg m−3
Hi ha una associació estadística entre una densitat òssia deficient i una major probabilitat de fractura. Les fractures de les cames i la pelvis, a causa de les caigudes són un important problema de salut pública, especialment en dones d'edat avançada, que porta a grans despeses mèdiques, incapacitat per viure de forma independent, i fins i tot risc de mort.

## Interpretació
Els resultats de la densitometria s'expressen en dues mesures, el T-score i el Z-score. Les puntuacions indiquen el nombre de desviació tipus en la densitat mineral de l'os respecte de la mitjana. Resultats negatius indiquen menor densitat òssia, i positius major.

### T-score
La puntuació T és la comparació de la DMO del pacient amb el d'una persona sana de 30 anys del mateix sexe i ètnia. Aquest valor s'utilitza en dones postmenopàusiques i homes de més de 50 anys, ja que fa una millor predicció del risc de futures fractures.
Els Criteris de l'Organització Mundial de la Salut són:
- Normal és un T-score de -1.0 o major
- Osteopenia es defineix a tan baix com -1,0 i major que -2,5
- Osteoporosi es defineix com -2.5 o menor, significant una densitat òssia que és dos i mig les desviacions estàndard per sota de la mitjana d'una dona de 30 anys.

### Z-score
La puntuació Z és la comparació de la DMO del pacient amb el d'una persona sana de la mateixa edat, sexe, ètnia. Aquest valor s'utilitza en dones premenopàusiques, homes per sota dels 50, i en nens.

## Correlació clínica
A menor DMO major risc de fractura.
| Categoria OMS | Edat 50-64 | Edat> 64 | Total |
| ------------- | ---------- | -------- | ----- |
| Normal        | 5,3        | 9,4      | 6,6   |
| Osteopènia    | 11,4       | 19,6     | 15,7  |
| Osteoporosi   | 22,4       | 46,6     | 40,6  |